# Francis Cook

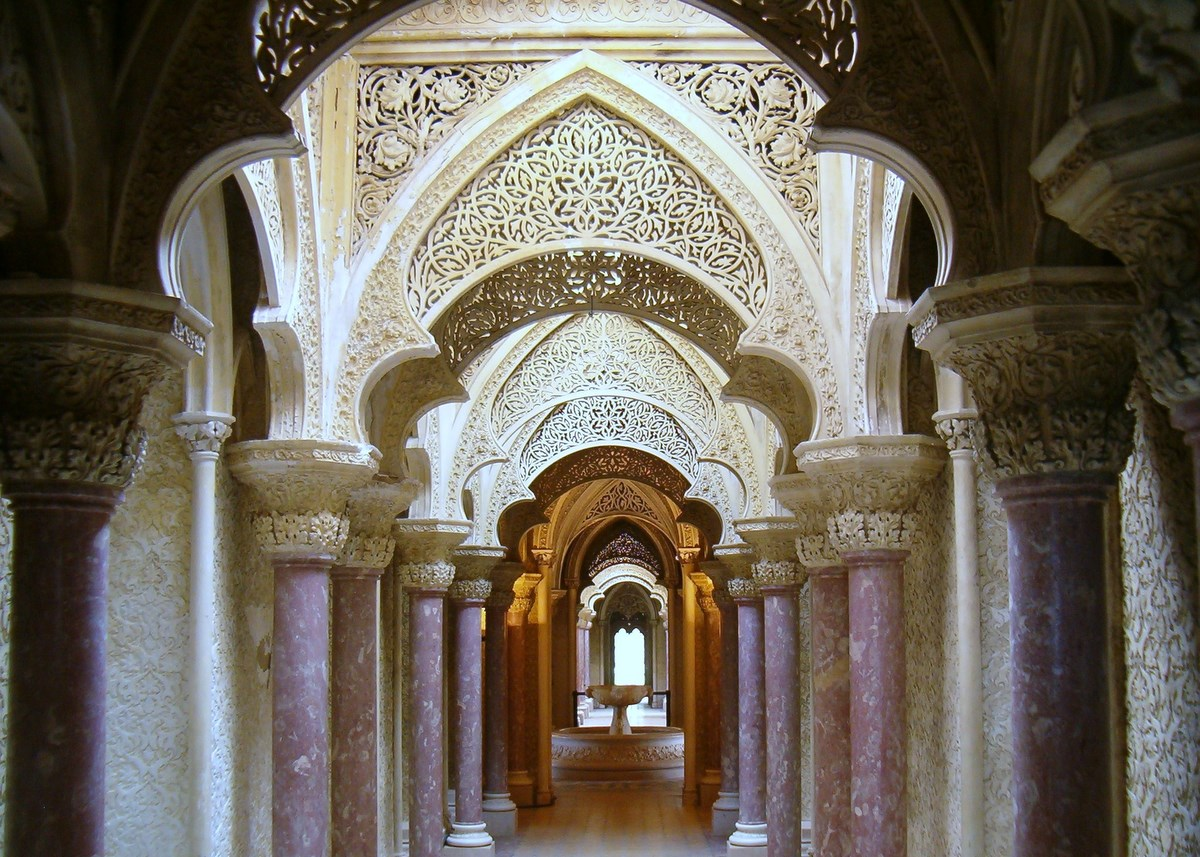
Interior do Palácio de Monserrate, projectado pelo arquitecto James Knowles e construído por ordem de Sir Francis Cook.

Sir Francis Cook (1817-1901), primeiro baronete de Cook e Visconde de Monserrate, foi um rico comerciante e colecionador de arte britânico. Reconstruiu o Palácio de Monserrate, em Sintra, Portugal.
Após viajar na Europa e no Médio Oriente, Francis Cook entrou na firma de seu pai, a Cook, Son & Co., que comerciava produtos de lã, algodão, linho e seda. Em 1869 assumiu a direcção, tornando-se um dos três homens mais ricos da Grã-Bretanha. Em 1849 comprou a Doughty House e em 1855 a Quinta de Monserrate em Sintra, Portugal, onde mandou construir o palácio de Monserrate, um edifício romântico em estilo neo-árabe, rodeado de jardins à inglesa. Em 7 de Junho de 1870, foi tornado Visconde de Monserrate, um título criado a seu favor D. Luís I de Portugal que seria herdado pelo seu filho, Frederick Lucas Cook. Sir Francis Cook começou por coleccionar escultura clássica no final dos anos 1850, tendo obtido as primeiras obras maiores de pintura em 1868, data em que Sir John Charles Robinson (1824-1913), ex-curador do Victoria and Albert Museum se tornou seu conselheiro. Em 1876 possuia 510 grandes obras e em 1885 adicionou uma galeria à Doughty House para acomodar a crescente coleção, abrindo a galeria aos estudiosos.
Em 1885 casou-se pela segunda vez, com a feminista, corretora americana Tennessee Claflin e em 1886 foi feito primeiro Baronete de Cook. Foi sucedido pelo seu filho Frederick.

## Obras coleccionadas
- Hubert van Eyck, Três Marias no Sepulcro (Boijmans van Beuningen Museum, Rotterdam)
- Diego Velázquez Mulher a Cozinhar Ovos (Galeria Nacional da Escócia, Edimburgo)
- Antonello da Messina Cristo na Coluna (Musée du Louvre, Paris)
- François Clouet Retrato de uma senhora (National Gallery of Art, Washington DC)
- Metsu mulher na toillete (Norton Simon Foundation, Pasadena, CA).